# Faith Murray
Faith Murray (Stoke-on-Trent, 1 februari 1951) is een wielrenster en baanrenster uit het Verenigd Koninkrijk.
Tussen 1972 en 1977 won Murray zes maal op rij het onderdeel sprint bij de nationale kampioenschappen wielrennen op de baan.
In 1977 werd Murray tweede op de Britse nationale kampioenschappen op de weg.